# منتخب فرنسا لاتحاد الرغبي
منتخب فرنسا الوطني لإتحاد الرجبي هو المنتخب الرياضي الذي يمثل فرنسا في منافسات اتحاد الرغبي، ويقوم اتحاد فرنسا للرجبي بالإشراف عليه، أول مباراة خاضها المنتخب كانت في سنة 1906 ضد منتخب نيوزيلندا للرغبي، يعتبر حالياً من أقوى منتخبات أوروبا والعالم، ويحتل حالياً المركز السابع في التصنيف العالمي للرجبي، ومع أنه لم يفز حتى الآن بكأس العالم للرجبي إلا انه حل الوصيف 3 مرات في سنة 1987 و 1999 و2011، ويلقب المنتخب بالديك.

## التاريخ
وصلت لعبة الركبي إلى فرنسا عام 1872 عبر التجار والطلاب الإنجليز. في 26 فبراير 1890، فريق الرجبي الفرنسي المعين من نادي جانسون ديسايلي ليسيوم هزم فريقًا دوليًا في غابة بولونيا.
على الرغم من تمثيل فرنسا في دورة الألعاب الأولمبية الصيفية لعام 1900، لم يتم إجراء أول مباراة رسمية لها حتى يوم رأس السنة الجديدة، 1906 ضد فريق أول بلاكس في باريس. ثم لعبت فرنسا بشكل متقطع ضد كيانات المملكة المتحدة حتى انضمت إليهم لتشكيل بطولة الأمم الخمس في عام 1910. في عام 1913، واجهت فرنسا منتخب جنوب أفريقيا لاتحاد الرغبي في جنوب إفريقيا لأول مرة؛ وخسرت بنتيجة 38-5. شاركت فرنسا أيضًا في دورة الألعاب الأولمبية الصيفية 1920 و 1924، وفي كلتا المناسبتين خسرت أمام الولايات المتحدة في مباراة الميدالية الذهبية.
تم طرد فرنسا من الأمم الخمس في عام 1932 بعد اتهامها بالاحتراف في بطولات الدوري الفرنسية في وقت كان اتحاد الرجبي هواة فقط. أجبرت فرنسا على اللعب ضد منافسين أضعف، وحققت انتصارات متتالية. الفوز بعشر مباريات متتالية خلال الأعوام من عام 1931 إلى عام 1936. تمت دعوة فرنسا للانضمام إلى الدول الخمس في عام 1939 لكنها لم تنافس حتى عام 1947 حيث تم تعليق لعبة الرغبي الدولية خلال الحرب العالمية الثانية.
برز الرجبي الفرنسي بقوة خلال الخمسينيات والستينيات من القرن الماضي: فازوا بأول بطولة للأمم الخمس وأكملوا جولة ناجحة في جنوب إفريقيا. فازوا بأول بطولة لهم في عام 1954 عندما تقاسموا اللقب مع إنجلترا وويلز. فازت فرنسا بأول بطولة صريحة للأمم الخمس في عام 1959 ؛ فازوا بانتصارين، تعادل (ضد إنجلترا) وهزيمة (ضد أيرلندا).
قامت فرنسا لأول مرة بجولة في جنوب إفريقيا وفازت بسلسلة التجارب في عام 1958. كما زار منتخب جنوب أفريقيا لاتحاد الرغبي باريس في عام 1961، ولم تكتمل المباراة بسبب القتال على أرض الواقع بين اللاعبين. قامت فرنسا أيضًا بجولة في نيوزيلندا وأستراليا في عام 1961 حيث خسرت كلا المبارتين ضد فريق أول بلاكس ولكنها هزمت منتخب أستراليا لاتحاد الرغبي. فازوا بأول بطولة خمس أمم غراند سلام في عام 1968 بفوزهم على الفرق الأربعة الأخرى المتنافسة، وفازوا بالعديد من الألقاب في السنوات التالية.
في عام 1977، فازت فرنسا بثاني بطولات كبرى، حيث قدمت فريقًا لم يتغير طوال البطولة. كما هزموا فريق أول بلاكس في تولوز في ذلك العام، لكنهم خسروا مباراة العودة في باريس. في يوم الباستيل، 1979 هزموا فريق أول بلاكس في نيوزيلندا لأول مرة، في إيدن بارك في أوكلاند.
في عام 1981 انتزع الفرنسيون بطولة جراند سلام للمرة الثالثة. في تويكنهام ضد إنجلترا. أكملوا مرة أخرى جراند سلام في عام 1987 عشية كأس العالم للرجبي الأول الذي استضافته أستراليا ونيوزيلندا. في تلك البطولة، جاءوا من الخلف مرات عديدة ليهزموا فريق Wallabies في نصف النهائي، وواجهوا فريق All Blacks في النهائي في Eden Park ، أوكلاند؛ خسرت فرنسا 29-9. شاركوا الدول الخمس مع ويلز في العام التالي، وفازوا بها أيضًا في عام 1989.
استضافت فرنسا بعض التجارب خلال كأس العالم عام 1991، لكنها خرجت من البطولة بعد أن هزمت إنجلترا على ملعب بارك دي برينس (باريس) في ربع النهائي. تم الفوز ببطولة واحدة من خمس أمم في أوائل التسعينيات، في عام 1993. وفي العام التالي فازت فرنسا بسلسلة اختبارات 2-0 في نيوزيلندا. لقد خرجوا من الدور نصف النهائي لكأس العالم 1995 من قبل بطل نهائي Springboks ، لكنهم فازوا في مباراة تحديد المركز الثالث ضد إنجلترا. لعبت فرنسا مع فريق أول بلاكس في اختبارين، وفازت في أول 22-15 في تولوز وخسرت الثاني 37-12 في باريس. فازت فرنسا بالبطولات الأربع الكبرى متتاليين عامي 1997 و 1998. في كأس العالم 1999، هزمت منتخب أول بلاكس المفضل في البطولة في الدور نصف النهائي، لكنها خسرت أمام فريق Wallabies في النهائي.
تم توسيع بطولة الأمم الخمس في عام 2000 لتشمل إيطاليا. في بطولة الأمم الستة الآن، فازت فرنسا ببطولة غراند سلام في عام 2002. وفي كأس العالم 2003 في أستراليا، تأهلوا إلى الدور نصف النهائي حيث خسروا أمام بطل نهائي إنجلترا. في عام 2004، فازوا ببطولة Six Nations Grand Slam الثانية، والتي تلاها فوز ببطولة في عام 2006 ودفاع ناجح في عام 2007.
خلال المباراة الافتتاحية لكأس العالم 2007، هزمت الأرجنتين فرنسا 17-12. ومع ذلك، بعد هزيمة أيرلندا 25-3، تأهلت فرنسا لدور الثمانية. بعد هزيمة نيوزيلندا أول بلاكس 20-18، خسروا أمام إنجلترا 14-9 في الدور نصف النهائي. ثم خسرت فرنسا للمرة الثانية أمام الأرجنتين 34-10 في مباراة تحديد المركز الثالث. في عام 2010، فازت فرنسا بتاسع بطولاتها الكبرى.
خلال كأس العالم للرجبي 2011، هزمت فرنسا ويلز 9-8 في الدور نصف النهائي في إيدن بارك في أوكلاند، نيوزيلندا، في 15 أكتوبر 2011 وفي الأسبوع التالي خسروا 8-7 أمام فريق أول بلاكس في المباراة النهائية. انها ثلاث هزائم نهائية.
خلال كأس العالم للرجبي 2015 ، خسرت فرنسا 62-13 أمام نيوزيلندا في ربع النهائي.
في كأس العالم للرجبي 2019 ، خسرت فرنسا أمام ويلز 20-19 في ربع النهائي.

## اللاعبون

### التشكيلة الحالية
في 18 أكتوبر 2021، عين جالثي فريقًا مؤلفًا من 42 لاعباً في اتحاد الرجبي الفرنسي في نهاية العام 2021.
في 26 أكتوبر، انسحب أويني أتونيو وفيريمي فاكاتاوا من الفريق بسبب الإصابة، وتم استبدالهما بدوريان الديغيري وإيمريك لوك.
المدرب  فابيان جالثي
تم تحديث عدد القبعات* في 15 نوفمبر 2021
| اللاعب                 | المركز     | تاريخ الميلاد (العمر)      | *القبعات | النادي/المقاطعة |
| ---------------------- | ---------- | -------------------------- | -------- | --------------- |
| Gaëtan Barlot          | Hooker     | 13 April 1997 (age 24)     | 3        | Castres         |
| جوليان مارشان          | Hooker     | 10 May 1995 (age 26)       | 17       | Toulouse        |
| Peato Mauvaka          | Hooker     | 10 January 1997 (age 24)   | 8        | Toulouse        |
| Dorian Aldegheri       | Prop       | 4 August 1993 (age 28)     | 8        | Toulouse        |
| Uini Atonio            | Prop       | 26 March 1990 (age 31)     | 38       | La Rochelle     |
| Cyril Baille           | Prop       | 15 September 1993 (age 28) | 31       | Toulouse        |
| Demba Bamba            | Prop       | 17 March 1998 (age 23)     | 19       | Lyon            |
| Jean-Baptiste Gros     | Prop       | 29 May 1999 (age 22)       | 13       | Toulon          |
| محمد حواس              | Prop       | 9 March 1994 (age 27)      | 13       | Montpellier     |
| Wilfrid Hounkpatin     | Prop       | 29 July 1991 (age 30)      | 1        | Castres         |
| Thierry Paiva          | Prop       | 19 November 1995 (age 26)  | 0        | Bordeaux        |
| Thibaud Flament        | Lock       | 29 April 1997 (age 24)     | 2        | Toulouse        |
| Kilian Geraci          | Lock       | 25 March 1999 (age 22)     | 4        | Lyon            |
| برنارد لي رو           | Lock       | 4 June 1989 (age 32)       | 47       | Racing 92       |
| Romain Taofifénua      | Lock       | 14 September 1990 (age 31) | 30       | Lyon            |
| Florent Vanverberghe   | Lock       | 22 July 2000 (age 21)      | 0        | Castres         |
| Florian Verhaeghe      | Lock       | 27 April 1997 (age 24)     | 0        | Montpellier     |
| Paul Willemse          | Lock       | 13 November 1992 (age 29)  | 18       | Montpellier     |
| Grégory Alldritt       | Back row   | 23 March 1997 (age 24)     | 25       | La Rochelle     |
| Dylan Cretin           | Back row   | 4 May 1997 (age 24)        | 12       | Lyon            |
| فرانسوا كروس           | Back row   | 25 March 1994 (age 27)     | 10       | Toulouse        |
| إبراهيم ديالو          | Back row   | 23 January 1998 (age 23)   | 1        | Racing 92       |
| Anthony Jelonch        | Back row   | 28 July 1996 (age 25)      | 13       | Toulouse        |
| Sekou Macalou          | Back row   | 20 April 1995 (age 26)     | 7        | Stade Français  |
| Cameron Woki           | Back row   | 7 November 1998 (age 23)   | 10       | Bordeaux        |
| بابتيست كويلود ‏        | Scrum-half | 22 July 1997 (age 24)      | 8        | Lyon            |
| أنطوان دوبونت (القائد) | Scrum-half | 15 November 1996 (age 25)  | 34       | Toulouse        |
| أولمبيك بياريتز ‏       | Scrum-half | 12 January 1993 (age 28)   | 1        | Bordeaux        |
| Antoine Hastoy         | Fly-half   | 4 June 1997 (age 24)       | 1        | Pau             |
| Matthieu Jalibert      | Fly-half   | 6 November 1998 (age 23)   | 14       | Bordeaux        |
| رومان نتاماك           | Fly-half   | 1 May 1999 (age 22)        | 22       | Toulouse        |
| جوناثان دانتي          | وسط        | 7 October 1992 (age 29)    | 10       | La Rochelle     |
| Gaël Fickou            | وسط        | 26 March 1994 (age 27)     | 65       | Racing 92       |
| Yoram Moefana          | وسط        | 18 July 2000 (age 21)      | 2        | Bordeaux        |
| Tani Vili              | وسط        | 31 October 2000 (age 21)   | 0        | Clermont        |
| Matthis Lebel          | Wing       | 25 March 1999 (age 22)     | 1        | Toulouse        |
| Aymeric Luc            | Wing       | 14 October 1997 (age 24)   | 0        | Toulon          |
| Damian Penaud          | Wing       | 25 September 1996 (age 25) | 27       | Clermont        |
| Donovan Taofifénua     | Wing       | 30 March 1999 (age 22)     | 0        | Racing 92       |
| Gabin Villière         | Wing       | 13 December 1995 (age 25)  | 7        | Toulon          |
| Romain Buros           | Fullback   | 31 July 1997 (age 24)      | 0        | Bordeaux        |
| Brice Dulin            | Fullback   | 13 April 1990 (age 31)     | 36       | La Rochelle     |
| Melvyn Jaminet         | Fullback   | 30 June 1999 (age 22)      | 5        | Perpignan       |
| Thomas Ramos           | Fullback   | 23 July 1995 (age 26)      | 14       | Toulouse        |

*القبعات: في لعبة الرغبي هي عدد المباريات الدولية التي لعب فيها اللاعب.

### سياسة الاختيار
في ديسمبر 2016، عندما كان فريق عالم الرجبي يفكر في تغيير قواعد الأهلية للاختيار الدولي، أعلن رئيس FFR برنارد لابورت أن الهيئة ستطلب من جميع أعضاء المنتخب الفرنسي حمل جوازات سفر فرنسية. هذا المطلب هو بالإضافة إلى قواعد عالم الرجبي الحالية التي تنص على الإقامة لمدة ثلاث سنوات للاختيار الدولي، وقامت منظمة عالم الرجبي بزيادتها إلى خمس سنوات بدءً 31 ديسمبر 2020. اللاعبون الذين مثلوا فرنسا قبل إعلان لابورت يظلون مؤهلين للاختيار حتى لو لم يكونوا يحملون جوازات سفر فرنسية. وهكذا، منذ عام 2016، كان لدى فرنسا أقل عدد من اللاعبين المولودين في الخارج في فرق الأمم الستة.

### اللاعبون البارزون
تم إدخال عشرة لاعبين سابقين بالمنتخب الفرنسي في قاعة مشاهير الرجبي العالمية. التي تأسست في عام 2006 من قبل الهيئة الإدارية الدولية للرياضة، عالم الرجبي، عندما كانت تُعرف باسم مجلس الرجبي الدولي.
مارسيل كومونو (1885–1971) ، لاعب التجديف الخلفي في Stade Français على مستوى النادي، لعب في أول مباراة دولية رسمية لفرنسا ضد فريق New Zealand All Blacks النيوزيلندي في عام 1906. أول ظهور لها في خمس دول في عام 1910 وقادت فرنسا إلى فوزها الأول على الإطلاق في تلك المنافسة في عام 1911 ضد اسكتلندا. يُنسب إلى Communeau أيضًا اقتراح أن تتبنى فرنسا الديك شعارًا لفريقها. دخل قاعة الرجبي العالمية في عام 2015.
جان برات (1923-2005) لعب 51 مباراة دولية مع منتخب فرنسا من عام 1945 إلى عام 1955، وقاد منتخب فرنسا إلى فوزه الأول على ويلز وأول بلاكز. كما كان قائدًا لفرنسا في عام 1954 عندما فازوا بأول بطولة لهم في بطولة الأمم الخمس (مشتركة مع ويلز وإنجلترا). تم إدخال برات إلى قاعة الشهرة الدولية في عام 2001، وقاعة مشاهير آي آر بي في عام 2011.
لوسيان مياس (مواليد 1930) ، الملقب بـ Docteur Pack ، كان له الفضل في اختراع مفهوم خط المزايا في اللعب إلى الأمام. عندما تم تجنيده في قاعة مشاهير IRB في عام 2011، أطلق عليه لقب «أحد القادة الأكثر نفوذاً في بلاده». اشتهر بقيادته لفرنسا في سلسلة مباريات للفوز على جنوب إفريقيا في عام 1958، وهو أول إنجاز في القرن العشرين لفريق متجول.
أندريه بونيفاس (مواليد 1934) أيضًا في فوز فرنسا على فريق أول بلاكس في عام 1954 ؛ كان اختباره الثاني فقط لفرنسا. ذهب بونيفاس للعب 48 اختبارًا لفرنسا قبل أن يتقاعد في عام 1966. تم تجنيده في القاعة الدولية في 2005  وقاعة IRB في 2011.
جاي بونيفاس (1937-1968) ظهر على الساحة الدولية بعد فترة وجيزة من شقيقه الأكبر أندريه، على الرغم من أن الاثنين لم يلعبوا معًا في نفس الجانب الفرنسي حتى عام 1961. وفقًا لـ IRB ، أعاد الأخوان بونيفاس تعريف مفهوم اللعب الخلفي من خلال مزيجهم الفريد من المهارة والإبداع. " فاز جاي بـ 35 مباراة دولية مع منتخب فرنسا قبل وفاته في حادث سيارة عام 1968. تم تجنيده في قاعة مشاهير الاتحاد الدولي للرياضيات جنبًا إلى جنب مع شقيقه في عام 2011.
جو ماسو (مواليد 1944) لعب لأول مرة مع فرنسا بين عامي 1966 و 1973 ؛ بشكل رئيسي في المركز. لعب في أول بطولة كبرى في فرنسا في خمس دول في عام 1968، وفي ذلك العام قام بجولة في نيوزيلندا وأستراليا. مثل فرنسا في 25 اختبارًا ولعب أيضًا للبرابرة والعالم الخامس عشر الذي تغلب على إنجلترا في عام 1971. دخل ماسو القاعة الدولية في عام 2003، وأصبح عضوًا في قاعة الرجبي العالمية بدمج قاعتي الشهرة. وهو الآن المدير الفني للمنتخب الفرنسي.
جان بيير رايفز (مواليد 1952) ، وضع عام 1997 في القاعة الدولية ودخل قاعة الرجبي العالمية مع الاندماج، أجرى 59 اختبارًا لفرنسا بين عامي 1975 و 1984 ؛ بما في ذلك 34 نقيب. لعب في خمس أمم غراند سلام في 1977 و 1981، وقاد فرنسا إلى فوزها الأول على الإطلاق على فريق أول بلاكس في نيوزيلندا. رايفز هو الآن نحات، وقد صمم كأس جوزيبي غاريبالدي (بالفرنسية: Trophée Garibaldi)، والتي تنافس عليها فرنسا وإيطاليا كل عام في بطولة الأمم الست.
سيرج بلانكو (مواليد 1958) لعب في 93 مباراة لفرنسا بين عامي 1980 و 1991. اللعب في الظهير بلانكو فاز بخمس بطولات أمم كبرى مع فرنسا في 1981 و 1987، وسجل محاولة الفوز في نصف نهائي فرنسا ضد أستراليا في كأس العالم للرغبي 1987. أُدخل بلانكو إلى القاعة الدولية في عام 1997، وقاعة IRB في عام 2011.
فيليب سيلا (مواليد 1962) لاعب وسط، الذي كان أيضًا في فريق عام 1987، لعب 111 مباراة مع فرنسا بين عامي 1982 و 1995، مسجلاً رقماً قياسياً في الظهور حتى كسر فابيان بيلوس، الذي سيتم اتهامه هو نفسه في قاعة الرجبي العالمية في عام 2017. خلال كأس العالم للرجبي 2007. في عام 1986، حقق الإنجاز النادر بتسجيله محاولة في كل مباراة من مباريات الدول الخمس في فرنسا. دخلت سيلا القاعة الدولية في عام 1999، وقاعة IRB في عام 2005.
لوك فابيان بيلوس (مواليد 1973) وضع في قاعة الرجبي العالمية في عام 2017 في حفل أقيم في الموقع الفعلي للقاعة في لعبة الركبي. ظهر 118 مرة مع منتخب فرنسا في الفترة من 1995 إلى 2007، متجاوزًا بذلك سيلا باعتباره اللاعب الأكثر توجًا للمنتخب الفرنسي. وفقًا لـعالم الرجبي، فإن «روح بيلوس وقوتها في خضم المعركة جعلته مادة كابتن مثالية»، في مسيرته الكروية التي استمرت 18 موسمًا، 12 منها مع نادي مسقط رأسه تولوز، ساعد تولوز في الفوز بلقبين أوروبيين وثلاثة ألقاب فرنسية.

## وصلات خارجية
- الموقع الرسمي لإتحاد فرنسا للرغبي